# خرما (لنگرود)
خرما یک روستا در ایران است که در دهستان اتاقور شهرستان لنگرود واقع شده‌است. خرما ۹۲ نفر جمعیت دارد.